# Mozsár (edény)

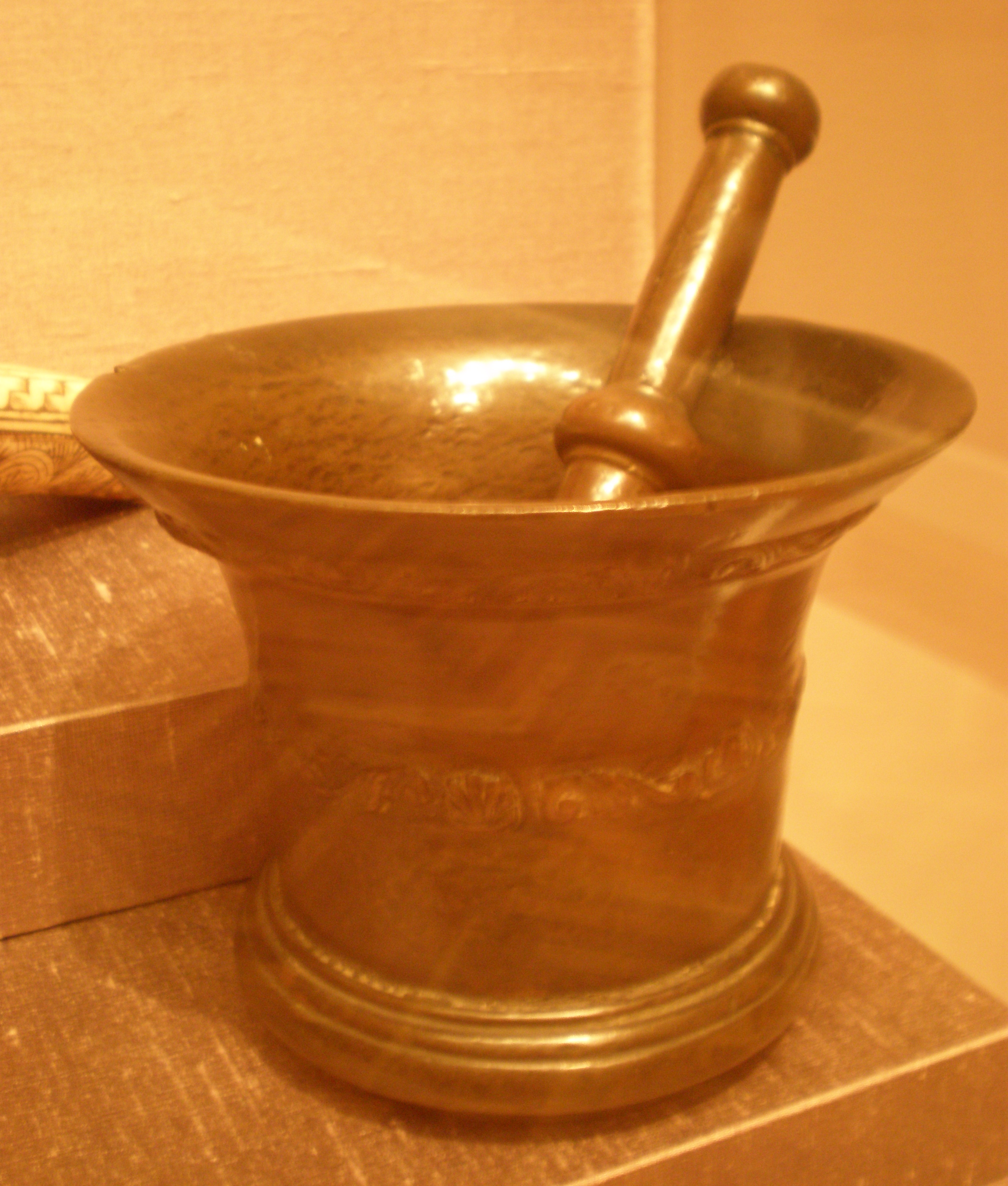
Egy 16. századi itáliai bronzmozsár mozsártörőjével a San Franciscó-i California Palace of the Legion of Honor szépművészeti múzeumban

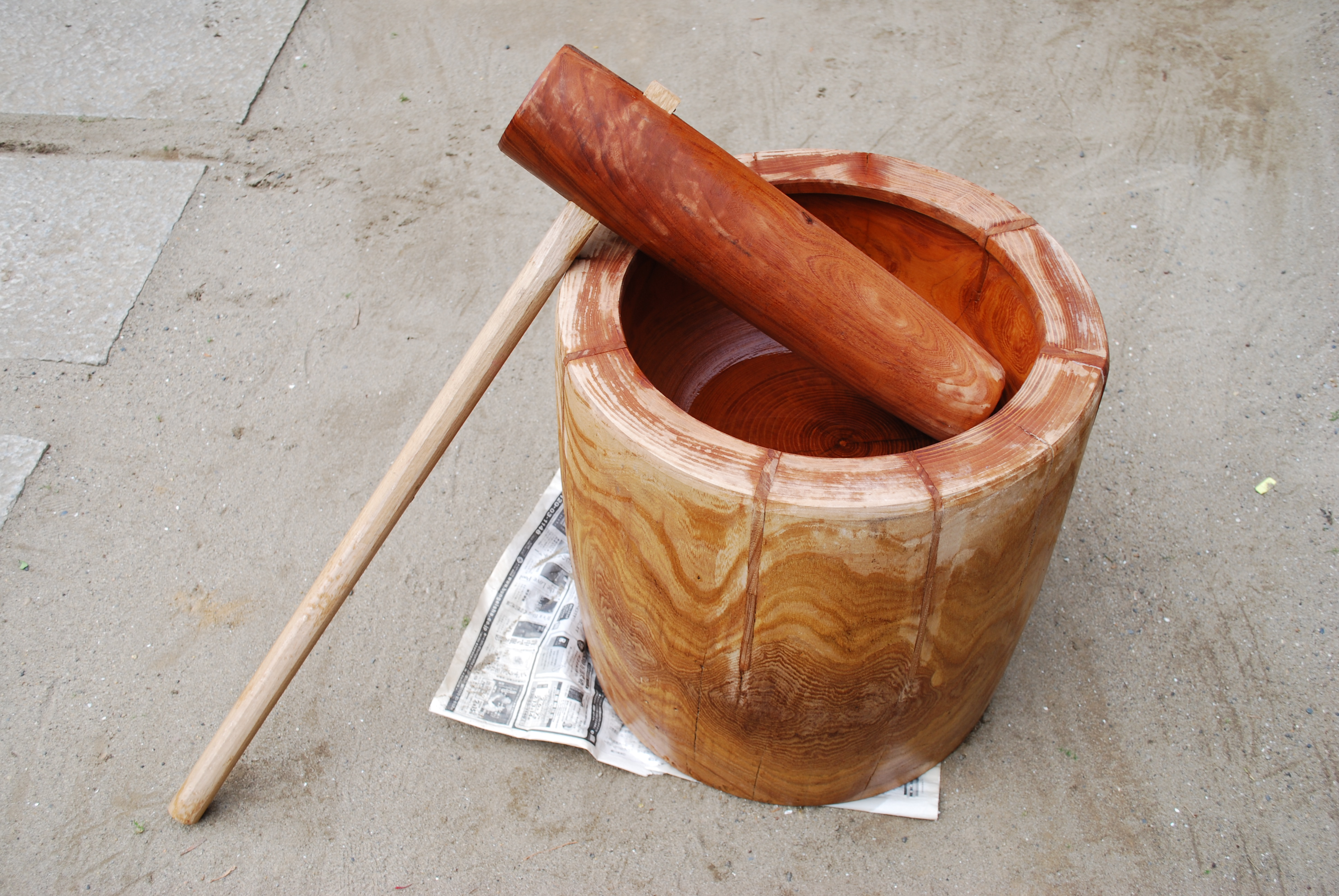
Egy famozsár fakalapáccsal Japánban, Katori városban (Csiba prefektúra). Ezt a mozsarat rizspogácsák készítéséhez használják

A mozsár öblös, vastag falú edény, mely mozsártörő, más néven pisztillus segítségével anyagok őrlésére, porítására és keverésére szolgál. Kezdetben fából és kőből, majd később fémekből (bronz, réz, vas stb.) készültek. Ma is használják rendszerint alacsonyabb technikai felszereltségű területeken gabonafélék zúzására, ételalapanyagok ki- és előkészítésére, illetve a festékiparban pigmentaprításra, festékanyagok előállítására. A Távol-Keleten törőeszközként fakalapácsot, döngölőt is alkalmaznak egészen nagy, üstszerű mozsarakban.
A patikai és kisüzemi gyógyszerkészítésben belül finoman érdesített felszínű dörzsmozsarat és érdesített végű pisztillust használnak anyagok porítására; mázas dörzsmozsarat vagy patendulát és pisztillust anyagok keverésére (például trituráció), folyékony és félszilárd gyógyszerformák készítésére.
Maga a szó a latin mortarium szóból ered (jelentései lehetnek „őrlési eszköz”, vagy „kopogó”). A mozsártörő pálca neve a szintén latin pistillum szóból ered, amiből a pasztilla is eredeztethető.
Gépesített megfelelője a mozsármalom.